# قلعه‌داغی (قره‌عیسی‌لی)
قلعه‌داغی (به ترکی استانبولی: Kaledağı) یک منطقهٔ مسکونی در ترکیه است که در کارایسالی واقع شده‌است.